# Дом на улице Мальчевского, 34
Дом на улице Мальчевского, 34 — жилой дом немецкой постройки, расположенный на улице Мальчевского, в округу Щецина Центрум, в районе Средместье. Объект культурного наследия Щецина.
Это единственное сохранившееся довоенное здание в квартале, ограниченном сегодняшними улицами Матейки, Мальчевского, Пилсудского и Освобождения, и одно из немногих сохранившихся довоенных зданий в этой части города.

## История
Дом был построен в конце XIX века. Во время Второй мировой войны почти все здания на участке улицы Мальчевского между улицей Матейки и проспектом Вызволения разрушились, за исключением доходного дома № 34.
Сохранилась довоенная отделка лестничной клетки, включая лестницу с балюстрадой, терракоту на полу прохода, лепнину и часть оригинальных дверей в квартиры.
До 2016 года участок находился в собственности города. Планировалось как продать дом вместе с участком близлежащему торговому центру Galaxy, так и отремонтировать здание. Ни одна из этих концепций в конечном итоге не была реализована. 4 июля 2016 года город продал недвижимость по конкурсу. Через два года предыдущий владелец перепродал участок щецинской компании Siemaszko. Вышеупомянутая компания объявила о проведении основательных ремонтных работ, а также о расширении здания за счет дополнительных крыльев. Наконец, в 2020 году начались строительные работы.

## Галерея

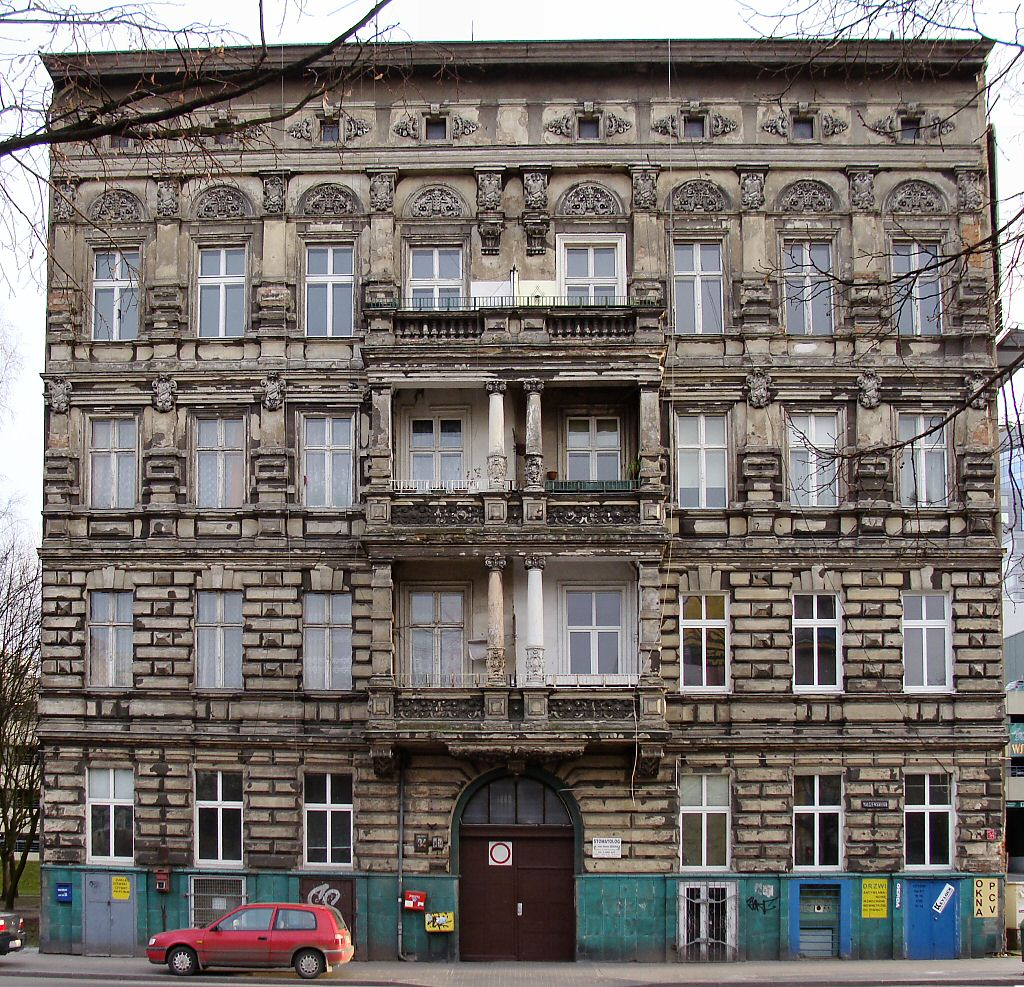
Дом в 2009 году
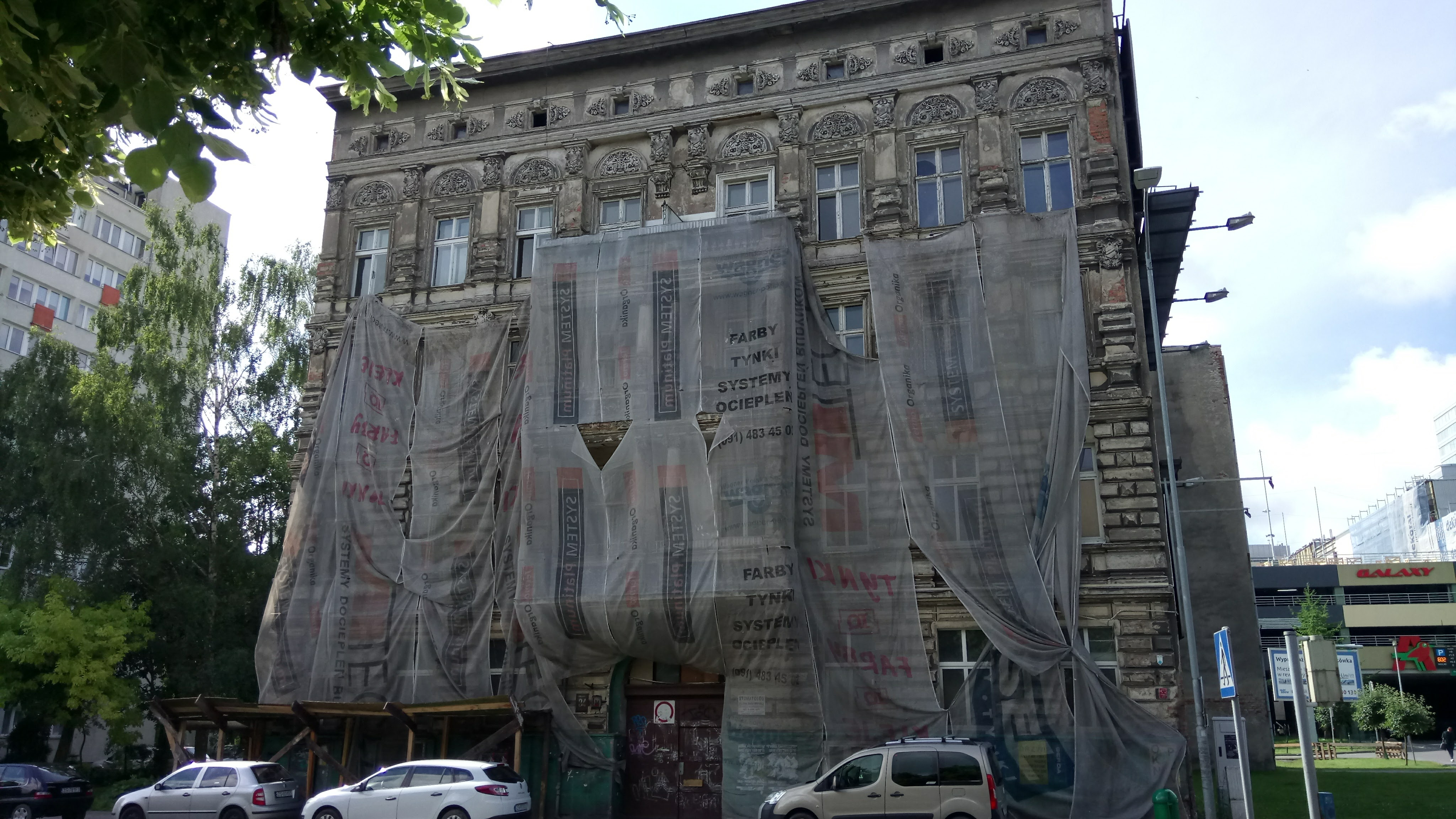
Дом в 2017 году